# Narges Mohammadi
Narges Mohammadi, född 21 april 1972 i Zanjan i provinsen Zanjan, Iran, är en iransk människorättsaktivist. Hon har under årtionden varit en central person i kampen för kvinnors rättigheter och yttrandefrihet i Iran.
År 2023 tilldelades hon Nobels fredspris med motiveringen "för sin kamp mot förtrycket av kvinnor i Iran och sin kamp för att främja mänskliga rättigheter och frihet för alla".

## Biografi
Narges Mohammadi utbildade sig till fysiker på Imam Khomeini International University. Under sin tid på universitetet skrev hon artiklar som stödde kvinnors rättigheter i studenttidningen, och hon greps vid två tillfällen. 
Hon arbetade som ingenjör i Teheran fram till 2010 då hon genom regeringens ingripande avskedades av politiska skäl.[källa behövs] Hon har främst varit verksam som journalist. 

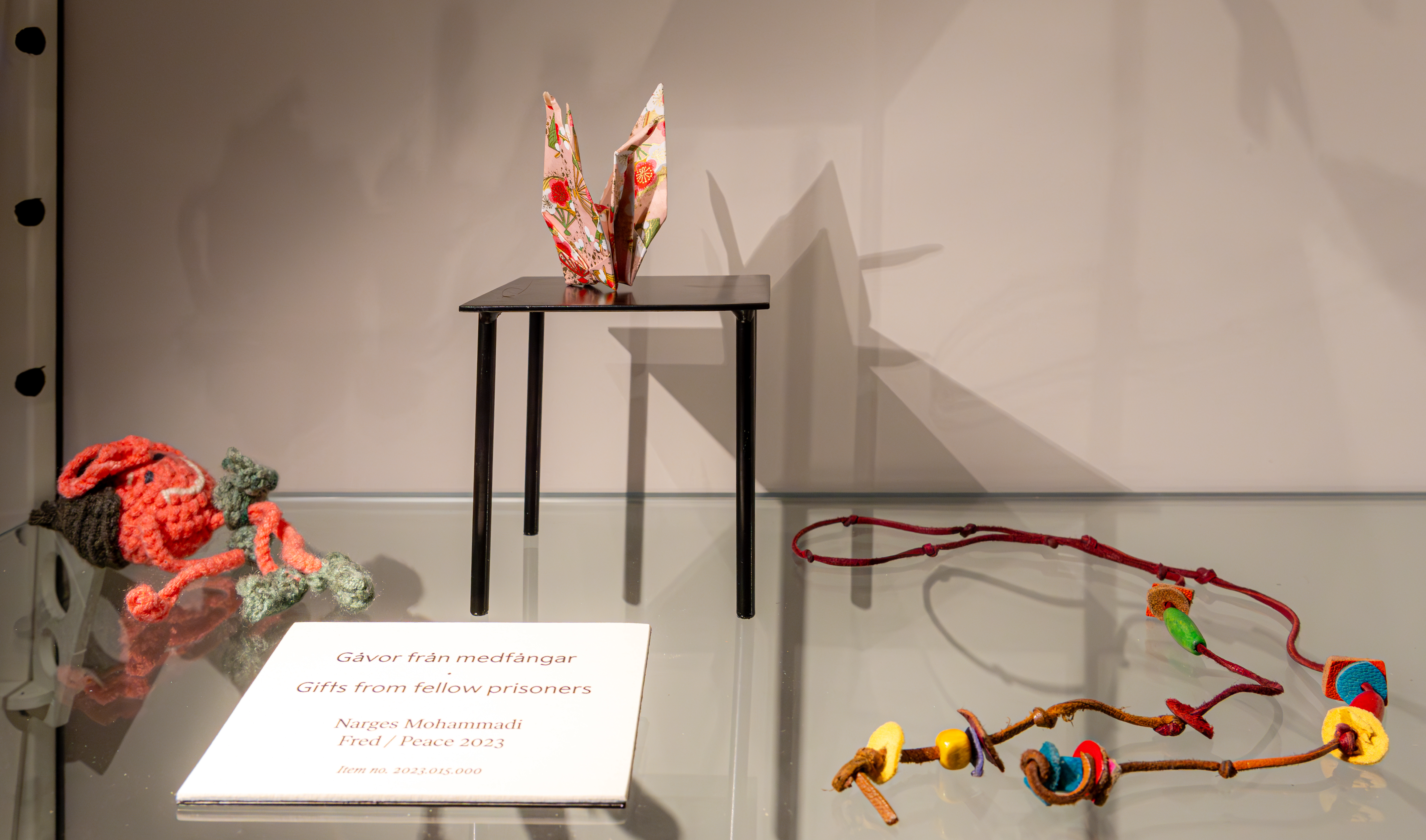
Mohammadi har till Nobelmuseet skänkt gåvor som hon mottagit av medfångar i fängelset.

Mohammadi har under många år fört en kamp i Iran mot att hålla politiska fångar i förvar utan rättegång och för kvinnors rättigheter och har för detta dömts till fängelse och reseförbud. Hon är engagerad i Defenders of Human Rights Center i Iran och är en av grundarna av Iranian National Peace Council. Hon är även engagerad i Legam (Campaign for Step-by-Step Abolition of the Death Penalty).
Mohammadi sitter fängslad sedan 2021. Sammanlagt har hon genom åren dömts till 31 år i fängelse och 154 piskrapp bland annat för att ha ”spridit propaganda mot staten” och för medlemskap i ”en illegal organisation med syfte att skada den nationella säkerheten”. Tidigast 2026 kan Mohammadi friges från Evinfängelset i Teheran. Hösten 2024 släpptes hon tillfälligt fri för rehabilitering efter en benoperation och i början av 2025 levde hon gömd i Teheran.

### Familj
Narges Mohammadi är dotter till Ozra Bazargan. Hon är gift med journalisten Taghi Rahmani, även han människorättsaktivist och fängslad sedan 2011. De har två barn, tvillingar. Paret tillhör den så kallade nationalist-religiösa (melli-mazhabi) grupperingen i iransk politik.

## Priser och erkännanden
- 2009: Alexander Langer Award, efter fredsaktivisten Alexander Langer.[18]
- 2011: Per Anger-priset, för humanitära och demokratifrämjande insatser.[19]
- 2022: Utnämndes till en av BBC:s 100 mest inspirerande och inflytelserika kvinnor.[20]
- 2023: PEN/Barbey Freedom to Write Award, från PEN America.[21]
- 2023: Olof Palmepriset, tillsammans med Marta Chumalo och Eren Keskin.[22]
- 2023 Nobels fredspris "för hennes kamp mot kvinnoförtrycket i Iran och hennes kamp för att främja mänskliga rättigheter och frihet för alla".[14] Hennes Nobelpristal smugglades ut från Evin-fängelset i Iran, och lästes upp vid prisutdelningen i Oslo av Mohammadis tonårsbarn, Ali och Kiana Rahmani.[23]